# Sperrstelle Klausenpass

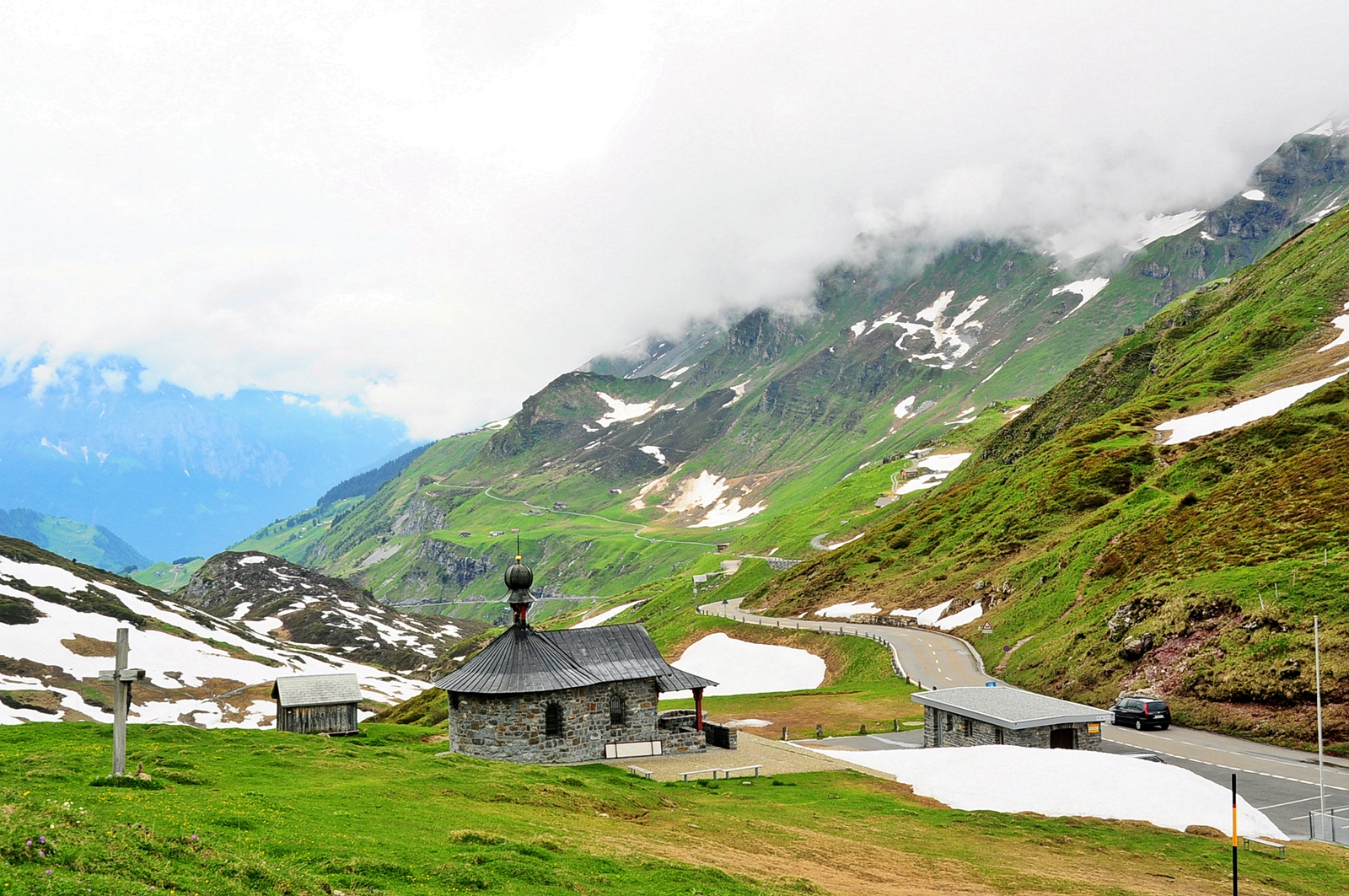
Klausenpass Passhöhe

Die Sperrstelle Klausenpass (Armeebezeichnung Sperren Nr. 2454 und Nr. 2457) war eine Verteidigungsstellung der  Schweizer Armee. Sie liegt auf dem Gebiet der Gemeinden Unterschächen und Urnerboden/Spiringen. Sie gehörte zum Einsatzgebiet der Kampfgruppe Altdorf und der 1947 geschaffenen Reduitbrigade 24. Sie gilt als militärhistorisches Denkmal von regionaler Bedeutung.

## Sperrstelle Klausenpass
Der Klausenpass (1948 m) als direkte Verbindung zwischen den Kantonen Glarus und Uri war von militärstrategischer Bedeutung.
Im Sommer 1799 fanden am Klausenpass  im Rahmen des Zweiten Koalitionskrieges Kämpfe zwischen den Österreichern, unter Beihilfe der Glarner und Urner, und den in die Schweiz eingefallenen Franzosen statt. Im Oktober 1799 zogen französische Truppen über den Pass, um im Glarnerland die Truppen Suworows aus der Flanke angreifen zu können.
Der Bau der Klausenpassstrasse, die 1899 dem Verkehr übergeben wurde, stand im Zeichen des Ausbaus der Gotthardfestung. Der Klausen sollte mit dem Sustenpass auf der Achse Aaretal – Reusstal – Linthal eine der nördlichen Abdachung des Alpenhauptkamms entlangführende Verbindungslinie bilden, auf der Truppen leicht verschoben werden konnten.
Während des Zweiten Weltkrieges war der Klausenpass Teil des Reduits und ein direkter Zugang zum Festungsgebiet Gotthard, der unbedingt gehalten werden musste. Der Klausenpass bildete bis Ende der 1980er Jahre eine separate Sperrstelle (Armeebezeichnung Nr. 2457) und wurde dann in die Sperre Vorfrutt (östlich des Klausenpasses)-Klausenpass (Armeebezeichnung Nr. 2454) integriert.
Der Ausbau der Sperrstellen in den 1960er Jahren betraf auch den Klausenpass. Wie in der übrigen Schweiz wurden standardisierte Unterstände aus vorgefertigten Betonelementen mit Atomschutz (VOBAG 22, U4 Kugelbunker) vergraben. Die Unterstände für die Soldaten sollten dem Verzögerungskampf um den Klausenpass dienen. 
Die Sperrstelle Klausenpass umfasste folgende Objekte:
Klausenpass Passhöhe:
- Gebirgsunterkunft Klausen A 8739 ⊙
- Unterstand Märcherstöckli A 8741 (Kaverne) ⊙
- VOBAG 22 Unterstände: Klausenpass unten, Klausenpass 1, Klausenpass 2, Klausenpass 5, Klausenpass 7
- Sprengobjekt M 2865 Klausenpass Passhöhe
- Sprengobjekt M 2927 Klausenpass Passstrasse
- U4 Kugelbunker: Klausen Weg, Klausenpass oben, Klausenpass 3, Klausenpass Kapelle, Klausenpass Strasse, Klausenpass 4, Klausenpass 6, Klausenpass 8
- Sprengobjekt M 2926 Klausenpasstrasse Unterschächen ⊙
- Feldanschlusskasten Fak 5076 ⊙

Westlich des Passes:
- Unterstand In den Bändern oben A 8742 (Kaverne) ⊙
- Unterstand In den Bändern unten A 8743 (Kaverne) ⊙
- 8,1-cm-Festungsminenwerfer 56 A 8744 ⊙[3]
- Unterstand Chili Höcheli A 8745 (Kaverne) ⊙
- Unterstand Bödmerstöckli A 8746 (Kaverne) ⊙
- Unterstand Oberbalm A 8747 (Kaverne)
- Unterstand Balm A 8748 (Kaverne) ⊙
- Unterstand Klausen Kantonsstrasse F 17633 (Solitär)
- U4 Kugelbunker: Niemerstaffel Bach, Niemerstaffel Strasse, Niemerstaffel oben, Niemerstaffel, Chamliweg, Unter Balm Staffel, Balm Boden, Unterbalm, Unterbalm Hotel Klausen, Unterbalm 7, Bödmerstöckli

Östlich des Passes (Urnerboden):
- Unterstand Chlus A 8740 (Kaverne) ⊙
- Permanente Waffenstellung Infanterie Schlierenegg F 17509
- Permanente Waffenstellung Infanterie Schlierenegg F 17600
- U4 Kugelbunker: Chlus, Vorfrutt 2, Vorfrutt 3, Vorfrutt Ost
- Sprengobjekt Vorfrutt M 2861	⊙[4][5]

## Infanteriewerk  Klausenpass
Die Sperre im Vorfrutt-Klausenpass (Armeebezeichnung Nr. 2454) wurde 1966 mit einem Felswerk für Festungsminenwerfer verstärkt. Das Infanteriewerk (Armeebezeichnung A 8744) war mit 8,1 cm Festungsminenwerfer 56 mit einer Reichweite von 4 km bewaffnet und bot der Sperre Feuerunterstützung, musste auch selber geschützt werden.